# Jesus, Maria e Da Vinci
Jesus, Maria e Da Vinci é um documentário produzido para a televisão que foi ao ar pelo canal GNT. O documentário mostra as teorias polêmicas levantadas pelo livro best-seller O Código da Vinci, que alega que Jesus e Maria Madalena eram casados.
Apresentado e produzido por Elizabeth Vargas, nos Estados Unidos, o documentário mostra que por séculos Maria Madalena tem sido retratada como prostituta pela Igreja Católica. Também questiona o papel das mulheres em geral dentro da Igreja.